# Die Tenne
Die Tenne war der Titel einer Jugendzeitschrift aus den Kreisen der Brüderbewegung, die von 1923 bis 1974 erschien (mit einer Unterbrechung während des Zweiten Weltkrieges). Anfangs wurde sie vom Tenne-Verlag (Elberfeld), später vom R. Brockhaus Verlag herausgegeben. Sie trug nacheinander die Untertitel Christliche Monatsschrift für die herangewachsene Jugend (seit 1923, ab 1925 halbmonatlich); Christliches Erbauungs- und Unterhaltungsblatt für Jugend und Haus (ab 1936); Ein Blatt zur Förderung biblischen Christentums (1938); Halbmonatsschrift für die christusgläubige Jugend (1939–1941); Zeitschrift für den jungen Menschen (ab 1951); zuletzt erschien sie unter dem Titel Neue Tenne (1971–1974).
Der Name der Zeitschrift bezieht sich auf Mt 3,12 .